# Orrido di Bellano
L'Orrido di Bellano è una cascata situata in una gola nel comune di Bellano (LC).
È visitabile grazie alla passerella ancorata alle pareti rocciose che percorre l'intera gola munita di impianto di illuminazione.

## Storia
La gola naturale si formò 1,5 milioni di anni fa, a causa dell'erosione delle acque del torrente Pioverna che, scolpendo il fondovalle scavò un solco sempre più stretto e profondo che da Taceno raggiunge il Lario.
Durante le glaciazioni del Quaternario, cioè nei periodi interglaciali, in Valsassina si formò un lago le cui acque precipitarono nella Val Muggiasca e nell'Orrido a causa del disgelo dei ghiacci. Probabilmente il lago si svuotò del tutto attraverso aperture per riunirsi con quello di Como erodendo il territorio e formando profonde gole.
Inizialmente le acque finivano con un'alta cascata scendendo da un gradino roccioso che lentamente è stato eroso facendo arretrare la cascata e lasciando la stretta gola dell'Orrido che vediamo oggi.
Un'altra ipotesi sulla formazione vuole che un innalzamento del terreno avrebbe costretto il torrente Pioverna in un altro letto che poi è stato via via eroso.
Le acque furono sfruttate già nei secoli XVI e XVII per la lavorazione del ferro che veniva estratto dalle miniere in Valsassina e successivamente dal Cotonificio Cantoni che nel 1870 aprì uno stabilimento nei pressi dell'Orrido.
La gola acquisisce il suo nome grazie al poeta bellanese Sigismondo Boldoni che rimase affascinato da questo "Orrore di un'orrenda orrendezza".
L'ingresso all'Orrido fu costruito a metà del 1700 con un'ampia scalinata in marmo rosa e, successivamente, le cancellate in stile liberty.

## Tradizione

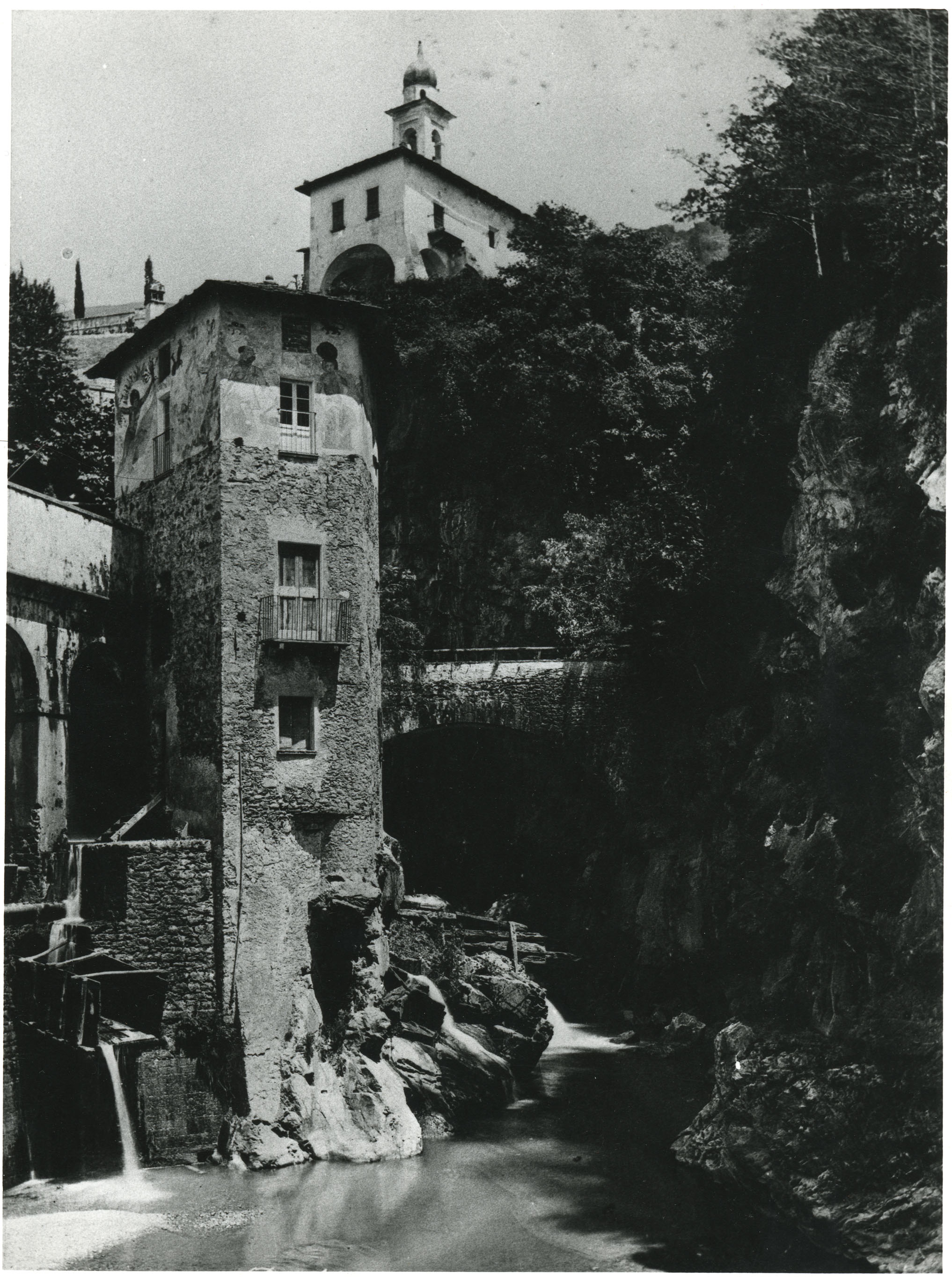
La "Cà del Diavol"

La tradizione vuole che qui giaccia il valoroso guerriero Taino, sepolto col suo tesoro e che le gallerie, che si diramano verso Bellano furono usate anche durante l'occupazione austriaca per evitare le ronde durante il coprifuoco.
All'entrata dell'Orrido si trova una torre esagonale alta quattro piani, chiamata “Cà del Diavol” (Casa del Diavolo), a pianta irregolare, con alcune finestre a ringhiera e una scala a chiocciola interna. Non si conosce l'origine e la funzione della torretta, citata ne la “Rosa Vermiglia” nel 1656, ma esistente già dai secoli precedenti e nel 1700 adibita a museo di fossili.
È inserita nel catasto Teresiano al n. 124 e riprodotta in tutte le pubblicazioni dei secoli XVIII, XIX e XX relative alle bellezze naturali e paesistiche del lago di Como tradotte in molte lingue.
Il suo nome è legato alle figure mitologiche, fra cui un satiro, che decorano la facciata dell'ultimo piano e alle tradizioni locali nonché al passaparola che raccontano di licenziosi festini con rituali satanici svolti al suo interno.

## Galleria d'immagini

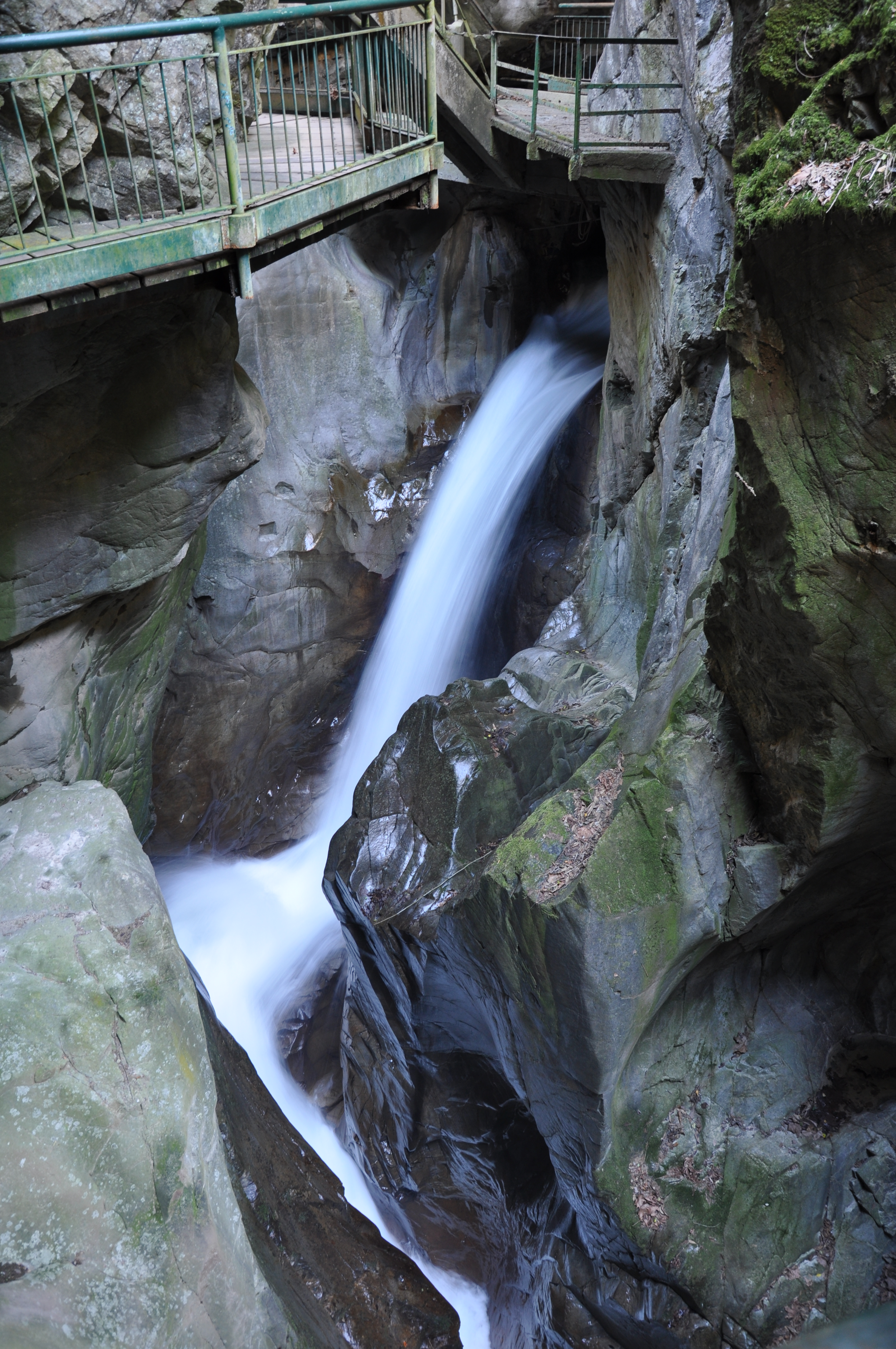
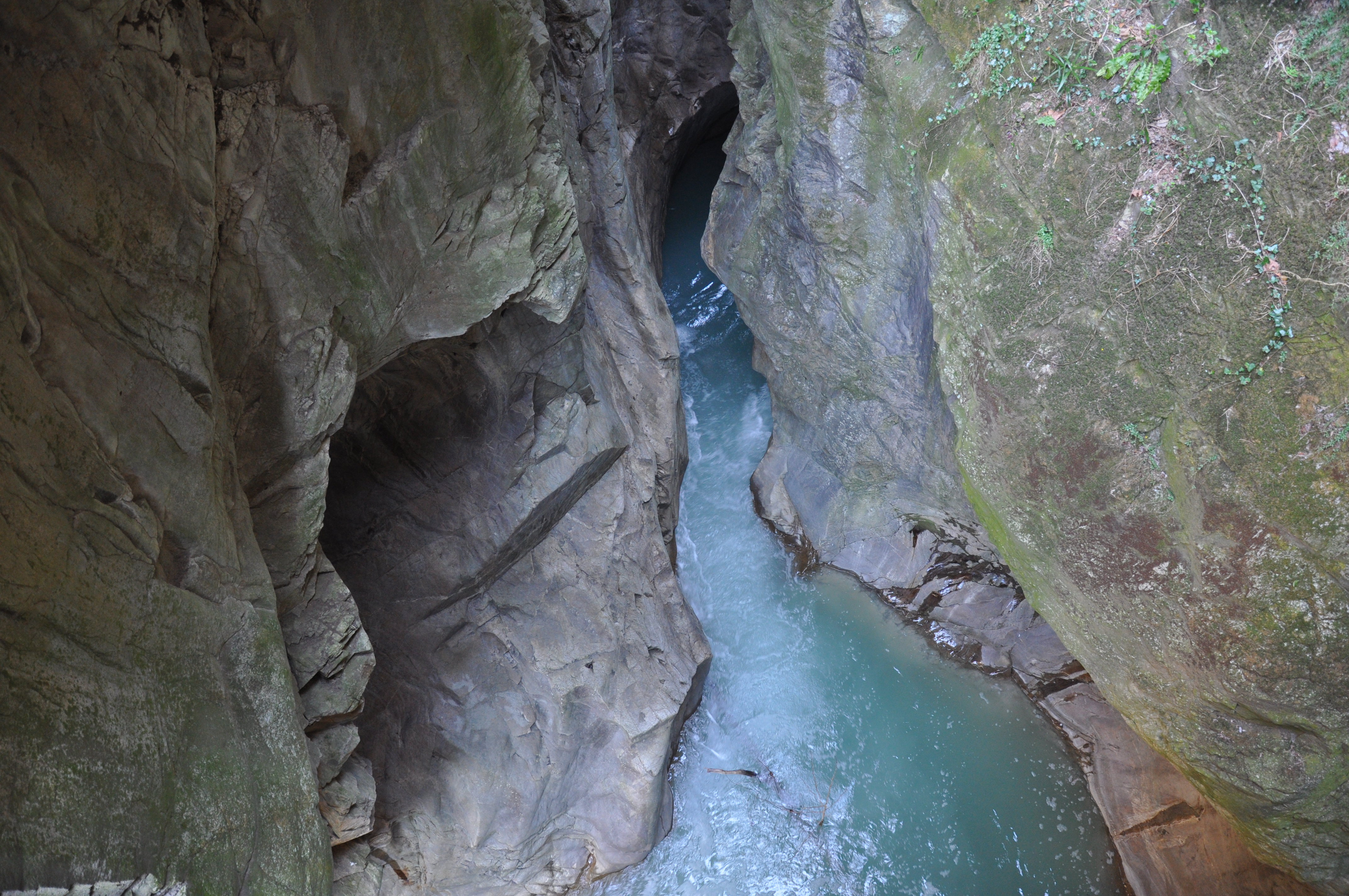
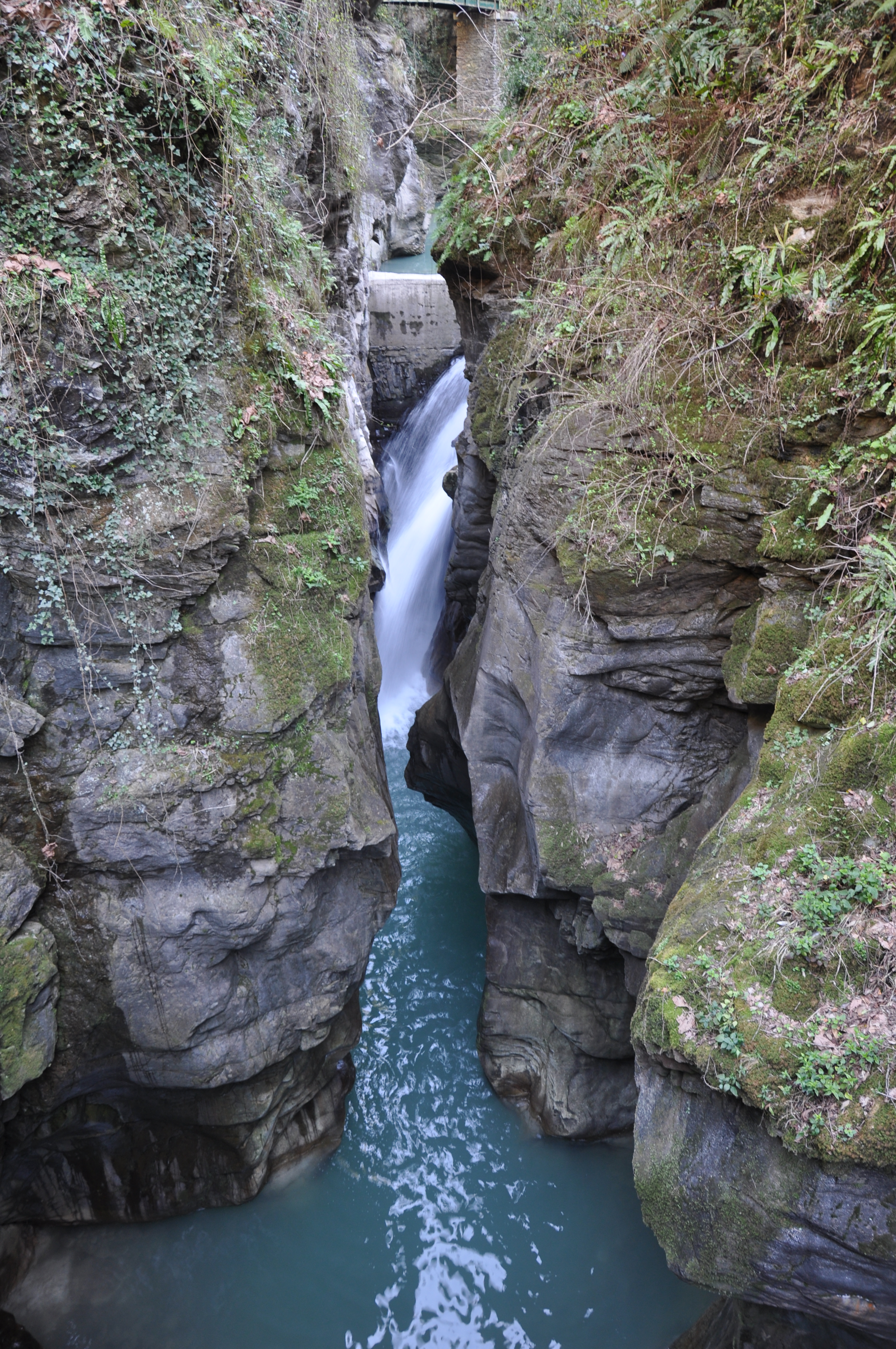
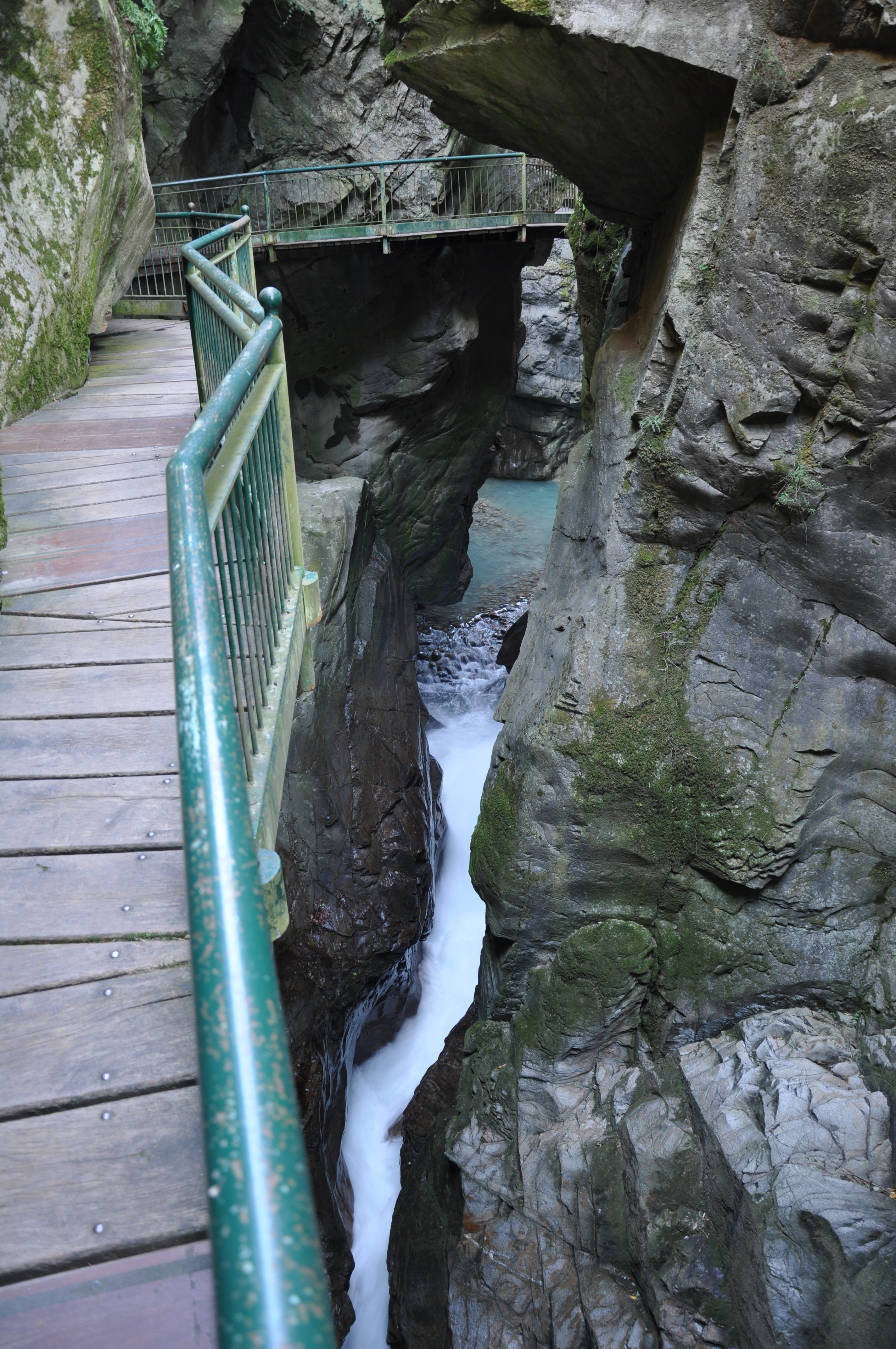
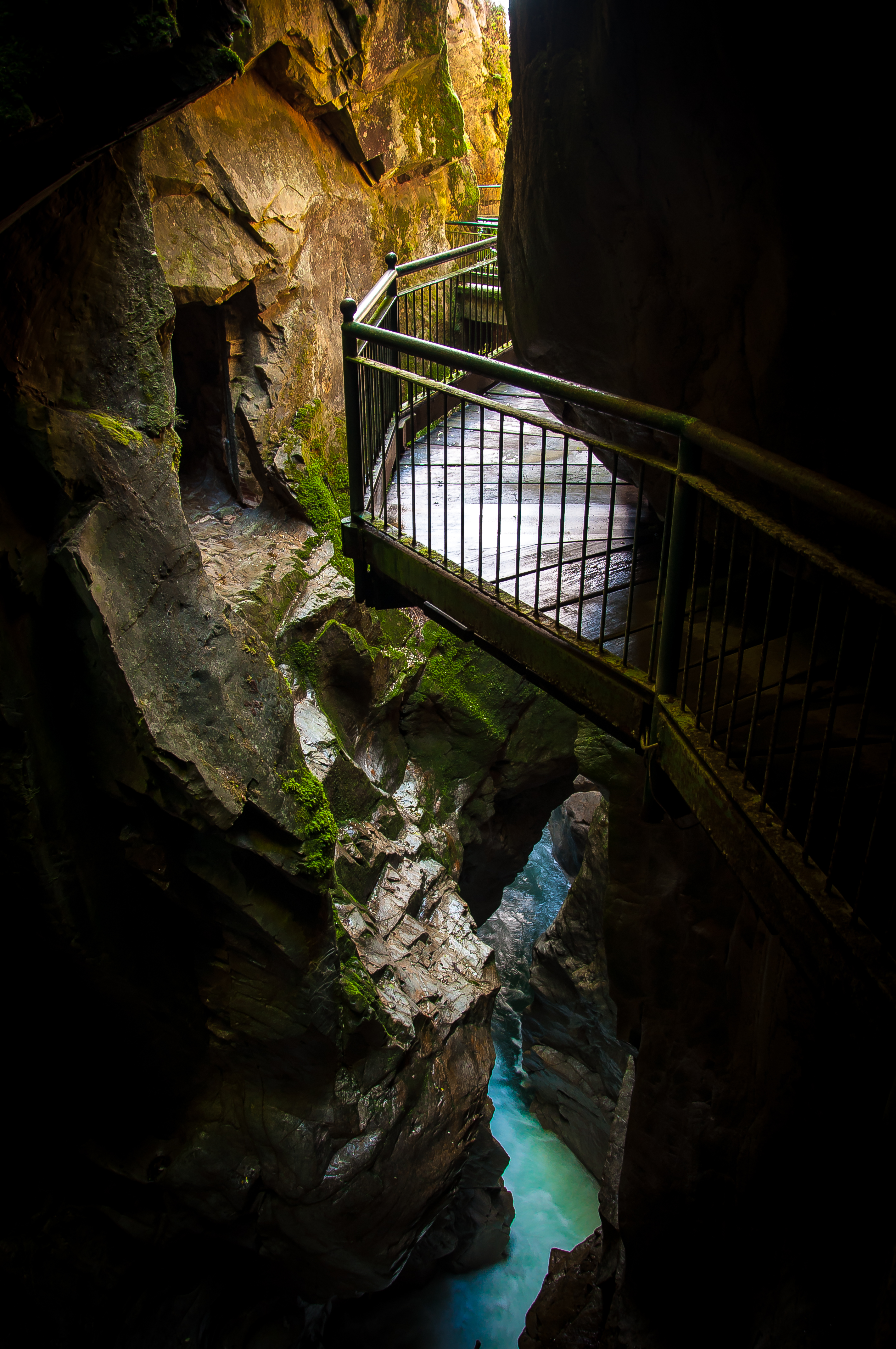